# Samoa (orca)
Samoa foi uma orca capturada na Islândia em (Djúpavogshreppur, 1980 — San Antonio, 14 de março de 1992) que se apresentou em um parque de diversões brasileiro de 1984 até 1989.

## Biografia

### Captura
Samoa provavelmente nasceu em 1980 e permaneceu junto com seu Pod (grupo familiar) até novembro de 1983 quando foi capturado em Berufjördur, Islândia, com mais duas orcas: Tilikum e Nandu.
As três jovens orcas logo após a captura foram enviadas ao Saedyrasafnid Aquarium na Islândia onde esperavam o destino final para suas vidas. O macho Tilikum foi comprado pelo Sealand Pacific no Canadá enquanto Samoa e Nandu foram comprados pelo Play Center no Brasil.

### Play Center
O processo de compra de Nandu e Samoa pelo parque brasileiro Play Center foi muito trabalhoso e durou alguns meses, pois outro parque, o Marineland Antibes, França, estava interessado no casal de orcas, mas por algum motivo as orcas conseguiram serem compradas pelo parque brasileiro.
A chegada de Samoa e seu companheiro ao Brasil foi muito sigilosa, ambos ficaram ocultos do público por alguns meses enquanto eram treinados e adaptados ao cativeiro, a informação de que havia orcas no Brasil chegou ao público através de um empresa de seguros.
Finalmente no final de 1984 Samoa e Nandu se apresentaram ao público no estádio construído no Play Center chamado de Orca Show, onde havia cerca de quatro tanques para as duas orcas e mais quatro golfinhos.
Samoa e Nandu foram um sucesso na época no Brasil e esperavam que um dia ambos iriam ter filhotes devido ao nascimento de Kalina (a primeira orca a nascer e sobreviver em cativeiro, falecida em 2010 com 25 anos de vida), mas o plano de nascimentos de orcas no Brasil foi jogado fora devido ao desrespeito do público com as normas do parque. Não era permitido jogar alimentos e objetos nos tanques do animais, mas isso aconteceu diversas vezes, enquanto Nandu comia os objetos e  alimentos não próprios do parque, ela simplesmente os ignorou.
Em 1988, após 4,5 anos em cativeiro, Nandu foi achado morto no tanque enquanto Samoa permanecia ao seu lado, após a retirada do corpo de Nandu, Samoa permaneceu sozinha no tanque sem a companhia de outras orcas, somente dos quatro golfinhos existentes.

### Sea World Ohio
Em abril de 1989 Samoa foi comprada pelo Sea World para fazer companhia a Kalina (a primeira orca a nascer e sobreviver em cativeiro, falecida em 2010 com 25 anos de vida) no Sea World no estado de Ohio durante o verão. Quando o verão acabou, ela foi enviada para o Sea World do Texas enquanto Kalina foi enviada para o Sea World California; elas se reencontraram novamente em 1991.

### Sea World Texas

Samoa no Sea World Texas entre os anos de 1991-1992.

No Sea World Texas ela conheceu novas orcas, mas mostrou um maior interesse em Kotar, um macho de personalidade dócil e gentil, e foi necessário somente alguns meses para que Samoa estivesse com sua gravidez confirmada.
A gravidez de Samoa correu bem e em 14 de março de 1992 ela entrou em trabalho de parto, o trabalho de parto foi muito cansativo e doloroso para uma fêmea inexperiente, o parto de Samoa estava beirando quase quatro horas quando ela finalmente deu à luz um filhote fêmea que nasceu morta.
Algumas horas após o parto, Samoa veio a óbito devido às complicações do parto.

### Parentes Conhecidos
- Pai e Mãe: Orcas selvagens
- Irmãos: Orcas selvagens
- Filhotes: 1992 - SWT-KW-U92-001 (filha)*
- Outros parentes: Tilikum* (possivelmente) e Nandu* (possivelmente)

(parente falecido = *)

### Transferências
- Saedyrasafnid Aquarium: 1983-1984
- Play Center: 1984-1989
- Sea World Ohio: 1989-1990
- Sea World Texas: 1990-1992

## Informações específicas
- Sexo: Feminino
- Idade na Captura: Aproximadamente 3 anos
- Idade na Morte: Aproximadamente 12 anos
- Significado do Nome: Samoa é um arquipélago de ilhas vulcânicas do Pacífico Sul
- Tipo Sanguíneo: 100% Islandês

## Fotos da Samoa
Para ver fotos da Samoa, visite o Orca Home - Samoa, the Killer Whale pictures